# Grand-Place/Grote Markt
Grand-Place (französisch für ‚Großer Platz‘) bzw. Grote Markt (niederländisch für ‚Großer Markt‘) ist der zentrale Platz der belgischen Hauptstadt Brüssel und eines ihrer Wahrzeichen. Mit dem gotischen Rathaus und seiner geschlossenen barocken Fassadenfront gilt er als einer der schönsten Plätze Europas und wurde 1998 als Ensemble in die Liste des Weltkulturerbes der UNESCO aufgenommen.

## Geschichte

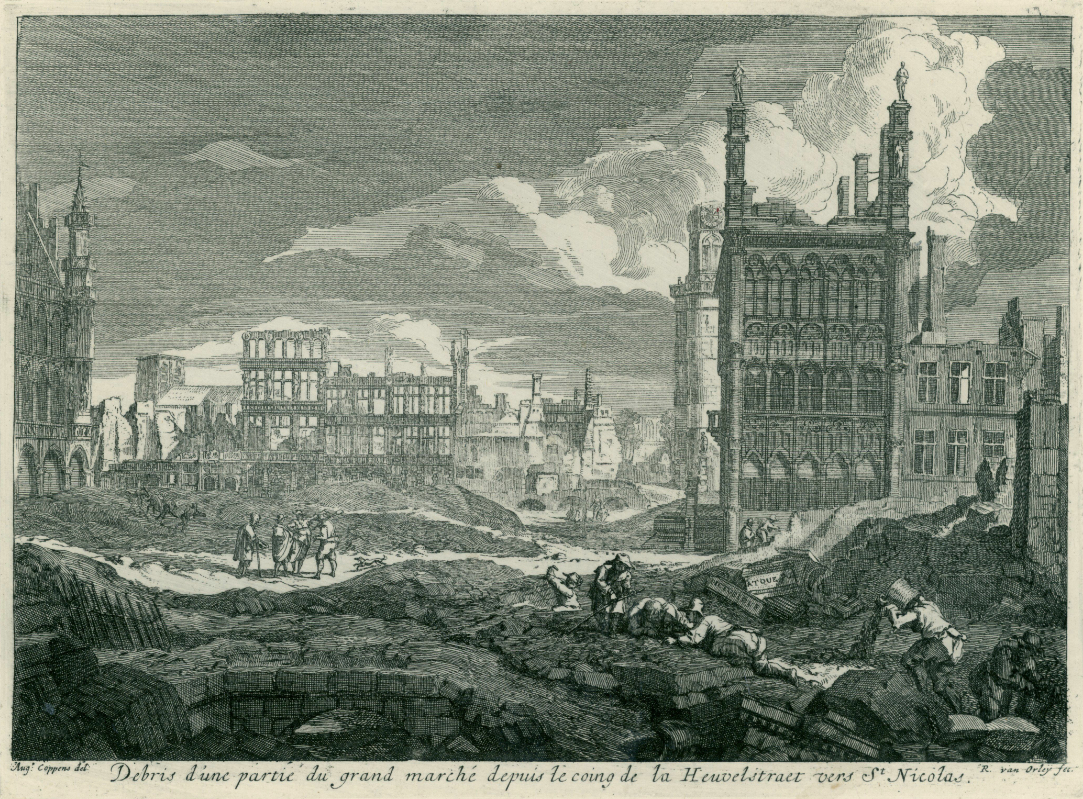
Ruinen des Grand-Place nach der Bombardierung Brüssels im Jahr 1695; Kupferstich nach einer Zeichnung von Augustin Coppens (1668–1740)

Ursprünglich war der Platz ein morastiger Grund, der sich nicht bebauen ließ und erst im 11.–12. Jahrhundert trockengelegt wurde, während auf den benachbarten Sandbänken erste Häuser errichtet wurden. Dies ist in den alten Namen einiger Häuser ablesbar. So hieß „Le Cornet“ einst „La Montagne/der Berg“ und das Haus „L’Arbre d’Or“ wurde „La Colline/de Hille“ genannt. Die in der nordwestlichen Ecke einmündende „Rue de la Colline/Heuvelstraat“ lag ebenfalls auf einer Sandbank. Der ursprüngliche Name des noch lange feuchten Platzes war „Nedermerct“ (Nieder-/Untermarkt) und die umgebenden Häuser waren teilweise auf Pfosten im morastigen Grund errichtet. Zu der Zeit lag der Platz noch 1,20 Meter tiefer als heute.
Durch die Nähe zum Viertel der Händler rund um die Nikolaikirche wurde der Platz in der Folgezeit zunehmend als Marktplatz genutzt und es siedelten sich zahlreiche Händler und Handwerker an. Erst ab dem 12. Jahrhundert entwickelte sich der Platz zum Zentrum der Stadt und zog zunehmend Gilden und Korporationen an. Mit dem zunehmenden wirtschaftlichen Erfolg versuchte die Stadt auch zu mehr Eigenständigkeit zu gelangen und sich von der herzoglichen Herrschaft zu befreien. Als Zeichen ihrer ökonomischen Macht und ihres zunehmenden Selbstbewusstsein errichtete die Stadt ab dem 14. Jahrhundert zahlreiche öffentliche Gebäude und auch das Rathaus am Grand-Place. So standen sich ab dem 16. Jahrhundert damit auf dem Platz die beiden Machtzentralen gegenüber: nördlich das „Maison du Roi“ als Zeichen der herzoglichen Macht und an der südlichen Seite das Rathaus.
Der Platz war in dieser Zeit der Ort politischer Versammlungen, von Gerichtsprozessen, kulturellen und religiösen Festen, aber auch Hinrichtungsstätte. Unter anderem wurden mit Johannes van Esschen und Hendrik Vos 1523 die ersten Protestanten dort verbrannt, und 1568 wurden die Aufstände gegen die spanische Herrschaft unter Philipp II. mit der Enthauptung der Anführer Graf Egmond und Graf Hoorn auf dem Großen Platz niedergeschlagen.
Am 13. und 14. August 1695 wurde der Platz durch den Beschuss französischer Truppen unter Marschall Villeroy fast völlig zerstört. Nur die Mauern und Türme des Rathauses und des Maison du Roi/Broodhuis standen danach noch, alle anderen Gebäude lagen in Trümmern.

## Architektur

### Der Platz
Bis zu seiner Zerstörung 1695 war der Platz eine bunte Mischung im Stil des 15. bis 17. Jahrhunderts, die rasche Neubebauung in den folgenden Jahren gab ihm seine geschlossene barocke Fassadenfront. Eine wichtige Rolle spielte dabei der Stadtrat, der sich alle Entwürfe der neu zu bauenden Häuser vorlegen ließ und mit dem Willen zu einem einheitlichen, repräsentativen Stadtbild Einfluss auf die Pläne nahm.
Die Maße des rechteckigen Platzes betragen 110 Meter in der Länge und 68 Meter in der Breite, nur die Südostseite ist etwas schräg versetzt, sodass an der südlichen Ecke kein rechter Winkel entsteht. Sieben schmale und unregelmäßig angelegte Straßen, die die Fassadenfront nicht zerschneiden, führen von ihm in die Altstadt.
Beherrscht wird der Platz vom Rathaus mit seinem mächtigen Belfried und dem direkt gegenüberliegenden Maison du Roi, die einerseits die städtische, andererseits die königlich-habsburgische Macht verkörperten. Direkt vor der Maison du Roi/Broodhuis, das auch das königliche Gericht beherbergte, befand sich die Richtstätte. Seit Ende des 20. Jahrhunderts stehen die Gebäude des Platzes unter Denkmalschutz.

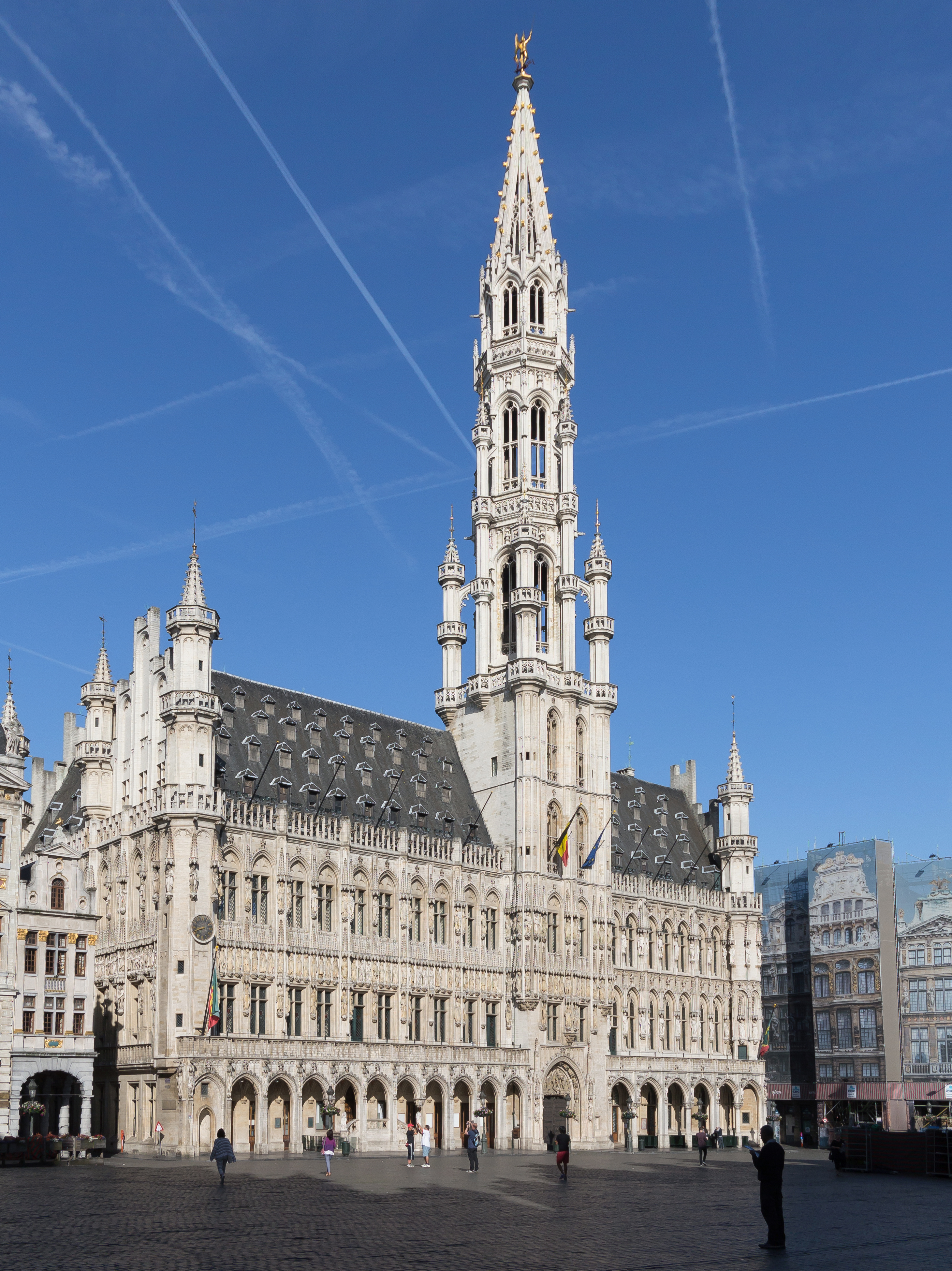
Hôtel de Ville bzw. Stadhuis (Rathaus)

### Rathaus
Das Rathaus (französisch Hôtel de Ville, niederländisch Het Stadhuis) wurde von 1401 bis 1421 von Jacob van Tienen, einem Schüler von Jan van Osy, gebaut. Zunächst war nur der heutige linke Flügel als Anbau an einen bereits bestehenden Belfried errichtet worden und größer war das Rathaus ursprünglich nicht geplant. Nachdem sich aber die Gilden gegen die Patrizierfamilien Teilnahme an der Stadtregierung erstritten hatten und der Bau für den vergrößerten Rat zu klein geworden war, wurde 1444 bis 1448 der zweite, kürzere Flügel des Rathauses errichtet.
Der 96 Meter hohe spätgotische Belfried stammt von Jan van Ruysbroeck, dem Baumeister Philipps des Guten. Von 1449 bis 1455 wurde der Turm anstelle des Vorgängerturms gebaut. Seine prächtige Gestaltung sollte den Belfried von Brügge in den Schatten stellen. Über der Höhe des Daches verschlankt sich der massive Turmkörper elegant zu einer achteckigen Laterne aus langbahnigen Fenstern und einer offenen Rippenkonstruktion. Auf seiner Spitze steht eine vergoldete Statue des mit dem Drachen kämpfenden Erzengel Michael, des Schutzpatrons der Stadt Brüssel. Auffällig ist die asymmetrische Eingliederung des Turms in den Bau: Besteht der linke Flügel aus zehn Achsen, so hat der rechte lediglich sechs.
Der Rathausbau spielt eine zentrale Rolle für die Brabanter Gotik und wurde zum Vorbild späterer Rathäuser. Er selbst beruft sich mit seiner reich durchfensterten Fassade mit prächtigem Skulpturenschmuck auf die Rathäuser von Brügge, Oudenaarde und Löwen, geht aber mit dem reichen Dekor und vor allem mit dem Turm darüber hinaus. Die heutigen Skulpturen sind Reproduktionen, die Originale befinden sich im Stadtmuseum im Maison du Roi/Broodhuis.
Nach der Bombardierung, die das Rathaus nicht völlig zerstört hatte, gab man dem Gebäude von 1706 bis 1714 sein heutiges Erscheinungsbild. Das Gebäude ist mit zahlreichen Skulpturen geschmückt. Nach verschiedenen Restaurierungswellen dominiert im Innern des Rathauses die Neogotik: Sehenswert sind der Maximilians-Saal mit einem Wandteppich, der das Leben Chlodwigs darstellt, der prunkvolle Ratssaal, der ebenfalls reich ausgestattete Festsaal und der Trauungssaal (früher Gerichtssaal).
Das Hôtel de Ville/Stadhuis beherbergte nicht nur den Magistrat der Stadt, sondern bis 1795 auch die Staten (Ständeversammlung) von Brabant. 1830 agierte von hier aus die vorläufige Regierung während der Belgischen Revolution.

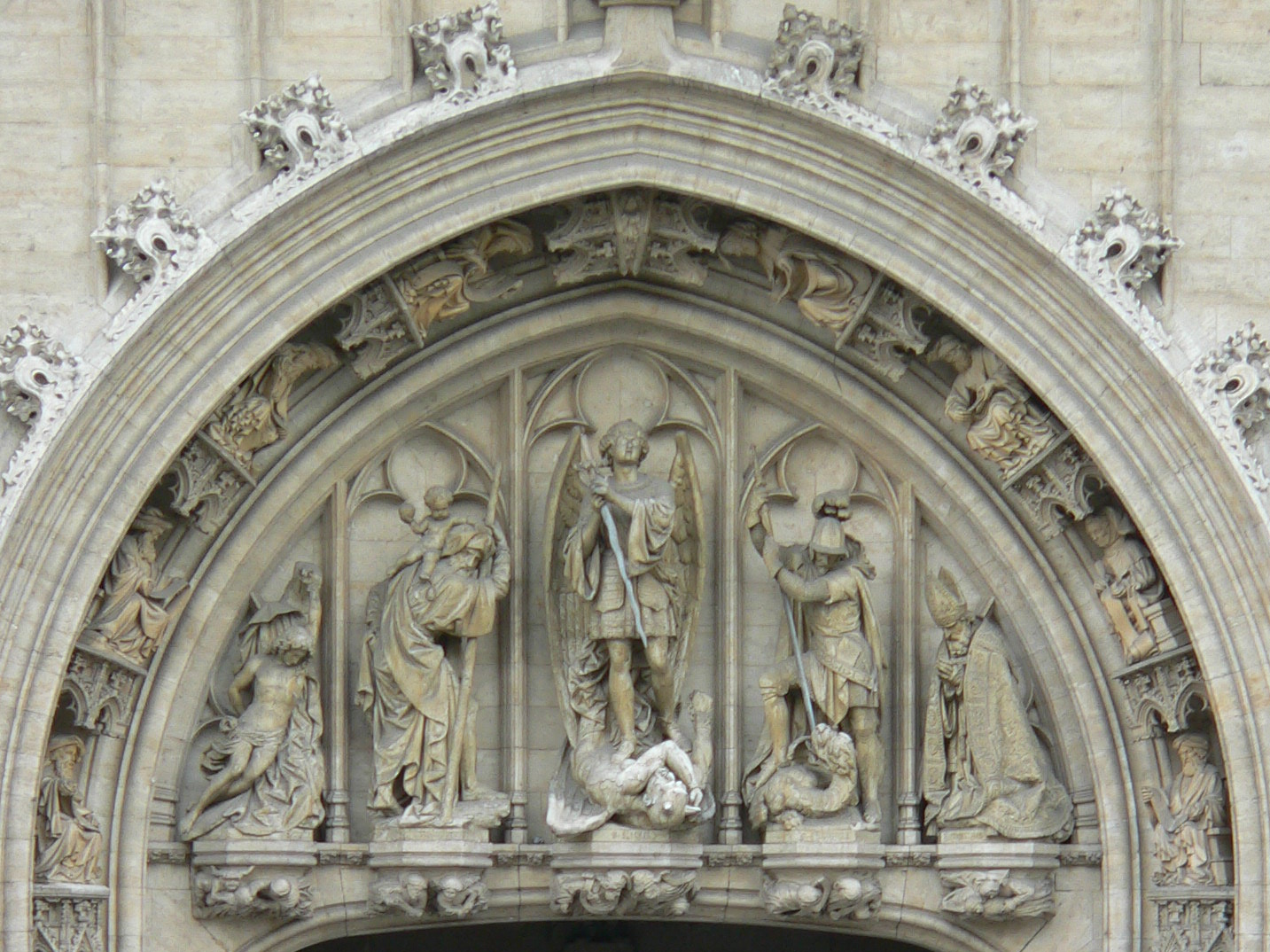
Skulpturen über dem Portal
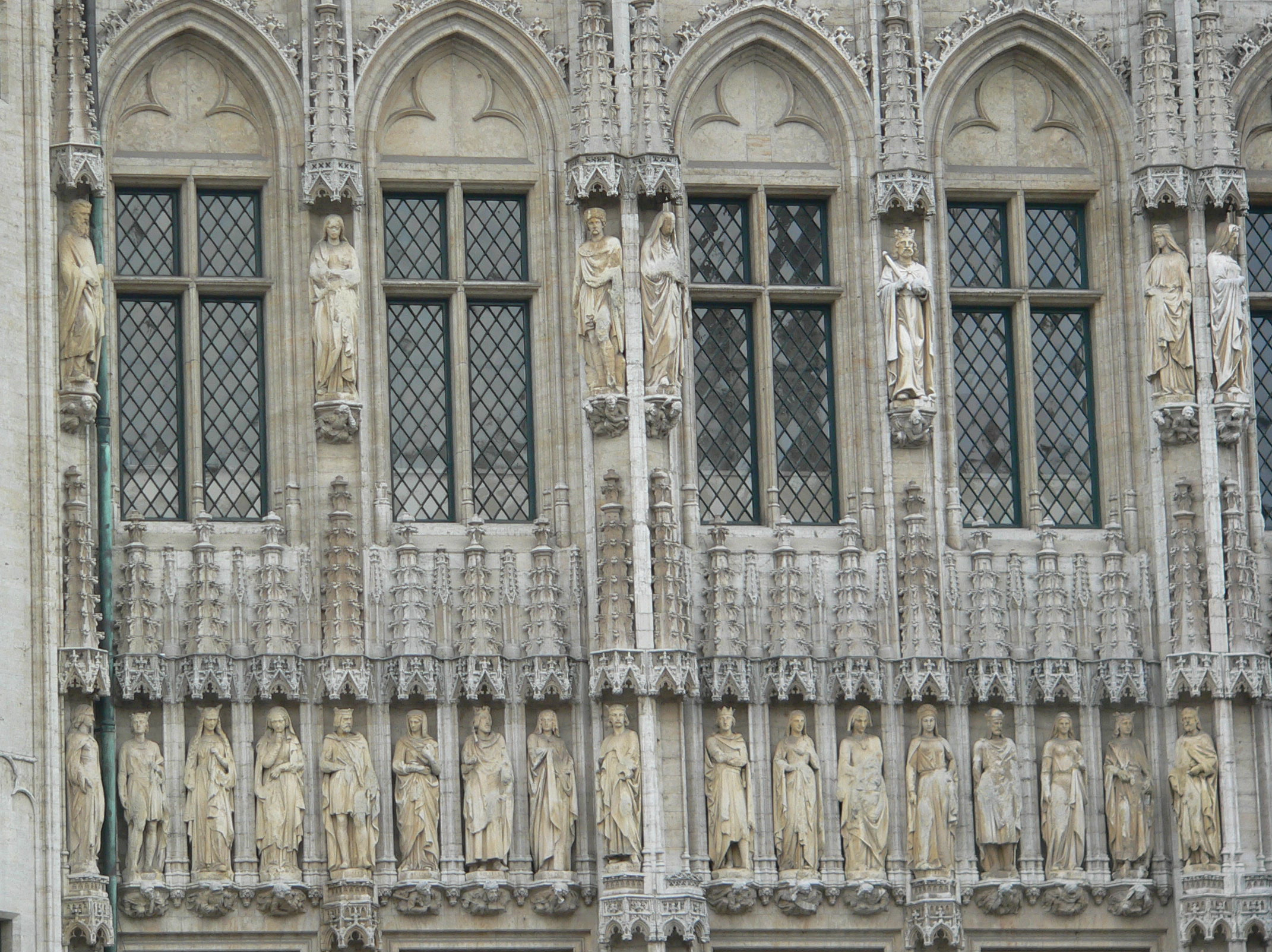
Skulpturen am linken Flügel, 2. Etage
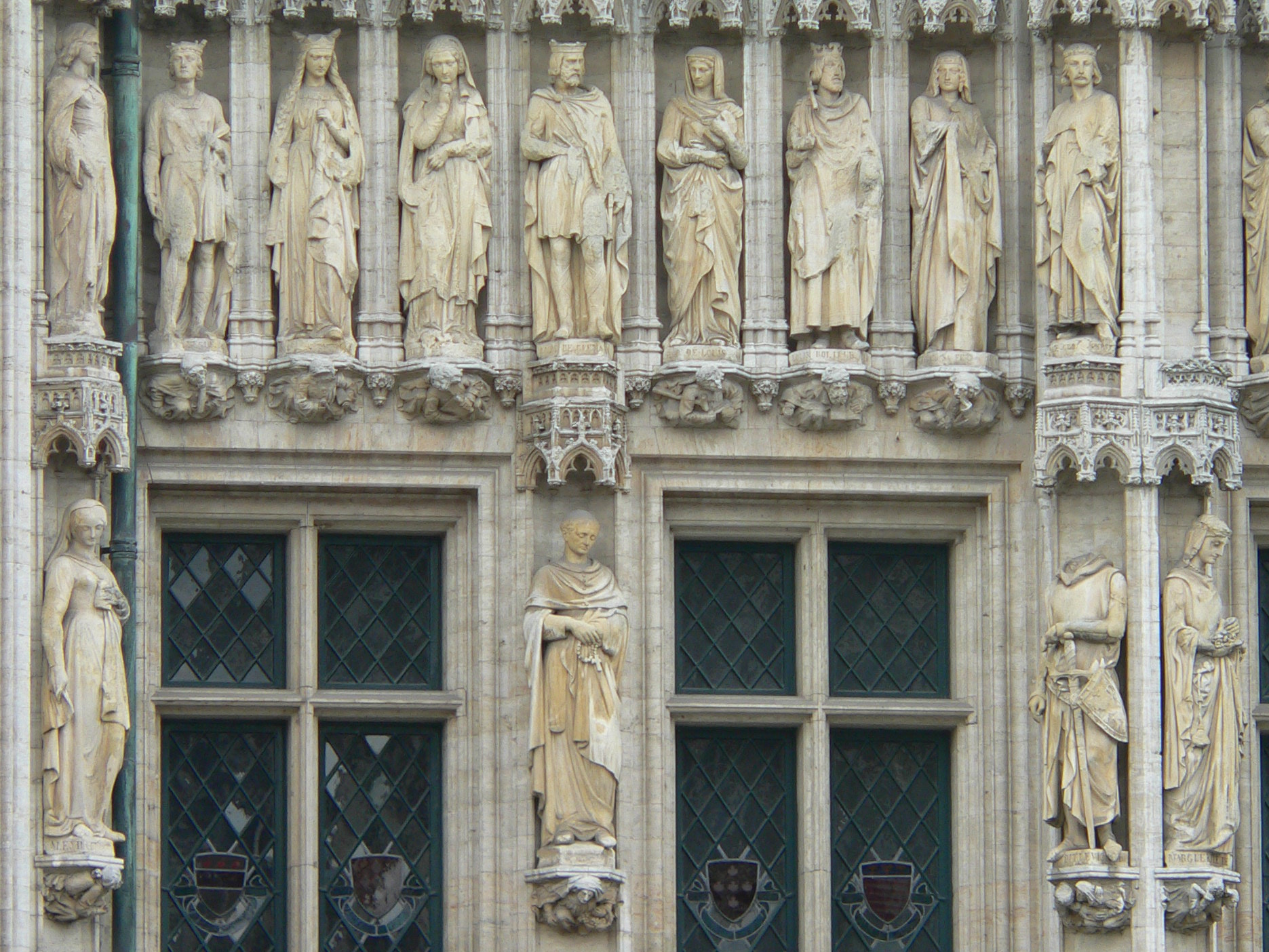
Skulpturen am linken Flügel, Vergrößerung
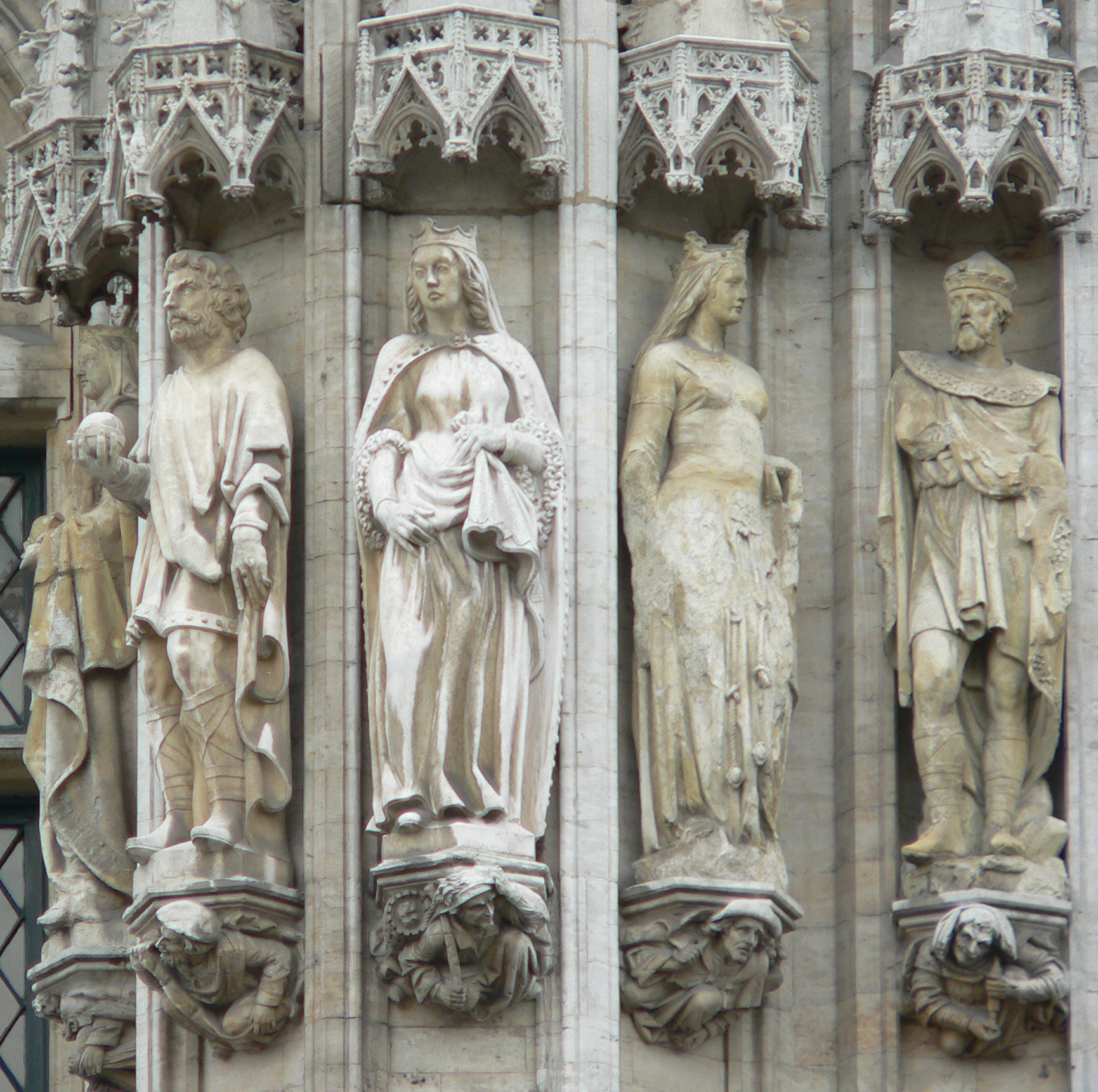
Skulpturen links über dem Portal, 2. Etage

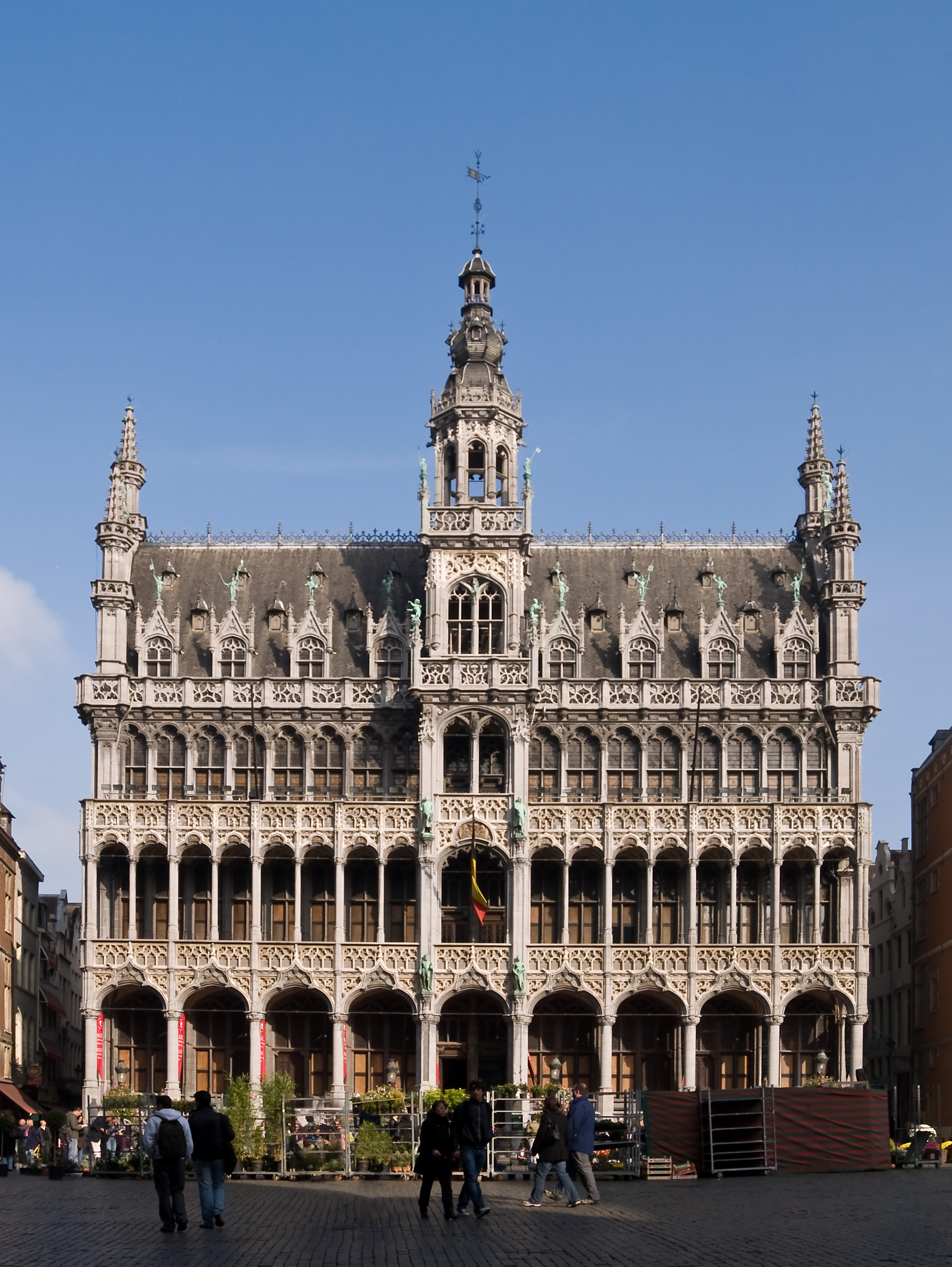
Maison du Roi bzw. Broodhuis

### Maison du Roibzw.Broodhuis
Die beiden sehr unterschiedlichen Bezeichnungen Broodhuis (Niederl. für Brothaus) bzw. Maison du Roi (Franz. für Haus des Königs) rühren von zwei verschiedenen Gebäuden mit unterschiedlicher Funktion her. Im Niederländischen hat sich der Name eines mittelalterlichen Vorgängerbaus aus dem 13. Jahrhundert erhalten, eines hölzernen Gebäudes, in dem die Bäcker der Stadt ihr Brot verkauften. Als das Herzogtum Brabant an die Habsburger fiel, nahm das Haus das herzogliche, später königliche Gericht auf und wurde damit zum Maison du Roi. 1515 wurde es durch ein steinernes Haus ersetzt. Direkt vor dem Gebäude befand sich die Richtstätte.
Nach der Zerstörung 1695 gab es hier mehrere Nachfolgebauten. Das heutige Gebäude ist im Stil der Neogotik bzw. Neorenaissance gehalten, die Fassade orientiert sich an Stichen aus der Zeit von 1515 bis 1536 und erinnert an das Rathaus Oudenaarde. 1873 beauftragte die Stadt den Architekten Victor Jamaer, die Fassade zu restaurieren; 1896 wurden die Arbeiten abgeschlossen. Über die historischen Ansichten hinaus realisierte der Architekt zusätzlich einen ursprünglich geplanten Bogengang und erweiterte den Bau um weitere typische Nachschöpfungen aus dem 16. Jahrhundert.
Heute beherbergt das Maison du Roi/Broodhuis das Stadtmuseum, in dem unter anderem Originalplastiken des Rathauses von etwa 1400 gezeigt und die Kostüme des Manneken Pis aufbewahrt werden.

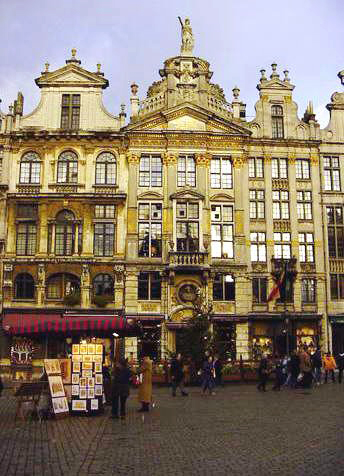
Teil der Gildehäuser

### Zunfthäuser

#### Geschichte, Beschreibung
Nach der Zerstörung durch die Franzosen wurden die Zunft- bzw. Gildehäuser um 1698 in einem prächtigen Barockstil neu errichtet. Der typische Charakter des Platzes wird neben dem reichen barocken Schmuck wesentlich von den für Barockgebäude ungewöhnlich schmalen Parzellen geprägt, die sich an den gotischen Grundrissen der Vorgängerbauten orientierten. Durch die Vielzahl der Häuser (neben den dominierenden Gebäuden des Rathauses und des Brothauses und den sieben Straßen reihen sich 37 Gebäude aneinander) wirkt der Platz sehr lebendig und abwechslungsreich.
Die stark gegliederten Fassaden mit ihrem reichen Skulpturenschmuck, den aufwändig gestalteten Giebeln, mit Pilastern und Balustraden orientieren sich am italienischen Barock mit einigen flämischen Einflüssen. Beteiligte Architekten der Neubebauung waren Willem de Bruyn, Jan Cosijn, Pieter Herbosch, Antonio Pastorana, Cornelis van Nerven und Adolphe Samyn. Jedes Haus trägt neben der Bezeichnung der jeweiligen Zunft noch einen Eigennamen. Die Hausnummerierung beginnt an der nördlichen Ecke des Platzes links der Rue au Beurre entgegen dem Uhrzeigersinn. Deshalb ist die Nummerierung der Häuser auf den Bildern unten immer von rechts nach links zu verstehen.
Auf der Nordwestseite befinden sich die wohl schönsten Häuser Nr. 1 bis 7. Auf der Südwestseite schließen sich zwischen Rue de la Tête d’Or und Rue Charles Buls das Rathaus sowie links davon im Süden des Platzes die Häuser Nr. 8 bis 12 an. Auf der Südostseite folgen zwischen Rue de Chapeliers und Rue de la Colline die Häuser Nr. 13 bis 19. Auf der Nordostseite wird das Maison du Roi, welches sich zwischen Rue de Harengs und Rue Chair et Pain befindet, auf der rechten Seite von den Häusern Nr. 20 bis 28 und zur Linken von den Häusern Nr. 34 bis 39 eingerahmt.

#### Liste der Zunfthäuser

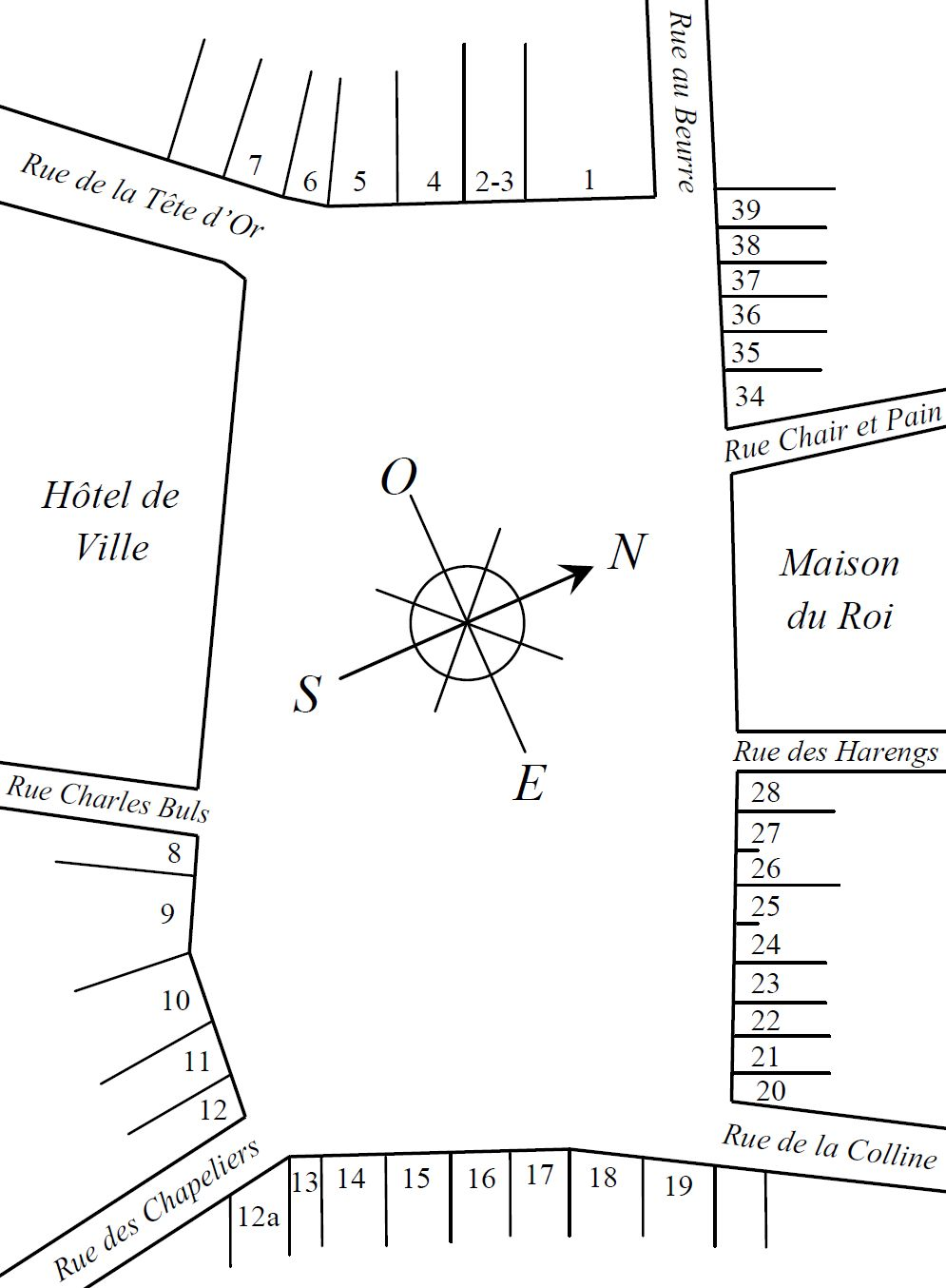
Lage der Häuser am Grand-Place

| Haus-Nr. | Bezeichnung                              | Ursprüngliche Verwendung                                 |
| -------- | ---------------------------------------- | -------------------------------------------------------- |
| 01       | Au Roi d’Espagne (Zum König von Spanien) | Zunft der Bäcker                                         |
| 2/3      | La Brouette (Schubkarren)                | Zunft der Fettmacher (= Lebensmittelhändler)             |
| 04       | Le Sac (Sack)                            | Zunft der Tischler, Zimmerleute und Böttcher             |
| 05       | La Louve (Wölfin)                        | Gilde der Bogenschützen des Heiligen Sebastian           |
| 06       | Le Cornet (Füllhorn)                     | Zunft der Flussschiffer                                  |
| 07       | Le Renard (Fuchs)                        | Zunft der Krämer                                         |
| 08       | L’Étoile (Stern)                         | Sitz des herzoglichen Gerichtsherrn                      |
| 09       | Cygne (Schwan)                           | Zunft der Metzger                                        |
| 10       | L’Arbre d’Or (Goldener Baum)             | Zunft der Brauer (heute Brauereimuseum)                  |
| 11       | La Rose (Rose)                           | Privatresidenz der Familie van der Rosen                 |
| 12       | Le Mont Thabor (Berg Tabor)              | Privathaus                                               |
| 13       | La Renommée (Ruhm)                       | Privathaus                                               |
| 14–19    | Maisons des Ducs de Brabant              | Haus der Herzöge von Brabant                             |
| 14       | Ermitage (Einsiedelei)                   | Sitz verschiedener Zünfte                                |
| 15       | La Fortune (Fortuna)                     | Zunft der Gerber                                         |
| 16       | Le Moulin à Vent (Windmühle)             | Zunft der Müller                                         |
| 17       | Pot d’Étain (Zinntopf)                   | Zunft der Zimmerer und Wagenbauer                        |
| 18       | La Colline (Hügel)                       | Zunft der Steinmetze, Maurer, Bildhauer, Dachdecker      |
| 19       | La Bourse (Börse)                        | Privathaus mit gewerblicher Nutzung                      |
| 20       | Le Cerf (Hirsch)                         | Privathaus                                               |
| 21       | Joseph                                   | Privathaus                                               |
| 22       | Anne                                     | Privathaus                                               |
| 23       | L´Ange (Engel)                           | Hof der Abtei von Forest                                 |
| 24/25    | La Chaloupe d´Or (Goldschaluppe)         | Zunft der Schneider                                      |
| 26/27    | Le Pigeon (Taube)                        | Zunft der Maler                                          |
| 28       | La Chambrette de l’Amman (Amtsmannstube) | Sitz des Amtmannes als Vertreter des Herzogs von Brabant |
| 34       | Le Heaume (Helm)                         | Privathaus                                               |
| 35       | Le Paon (Pfau)                           | Wohn- und Handelshaus                                    |
| 36       | Le Petit Renard (Kleiner Fuchs)          | Privathaus                                               |
| 37       | Le Chêne (Eiche)                         | Privathaus                                               |
| 38       | Sainte-Barbe (Heilige Barbara)           | Wohn- und Handelshaus                                    |
| 39       | L´Âne (Esel)                             | Privathaus                                               |

#### Weitere Bilder

Kuppel Haus Nr. 1
Skulpturen am Haus Nr. 1/2
Statue auf dem Haus Nr. 10
Giebel des Hauses Nr. 16/17

## Der Platz im 21. Jahrhundert

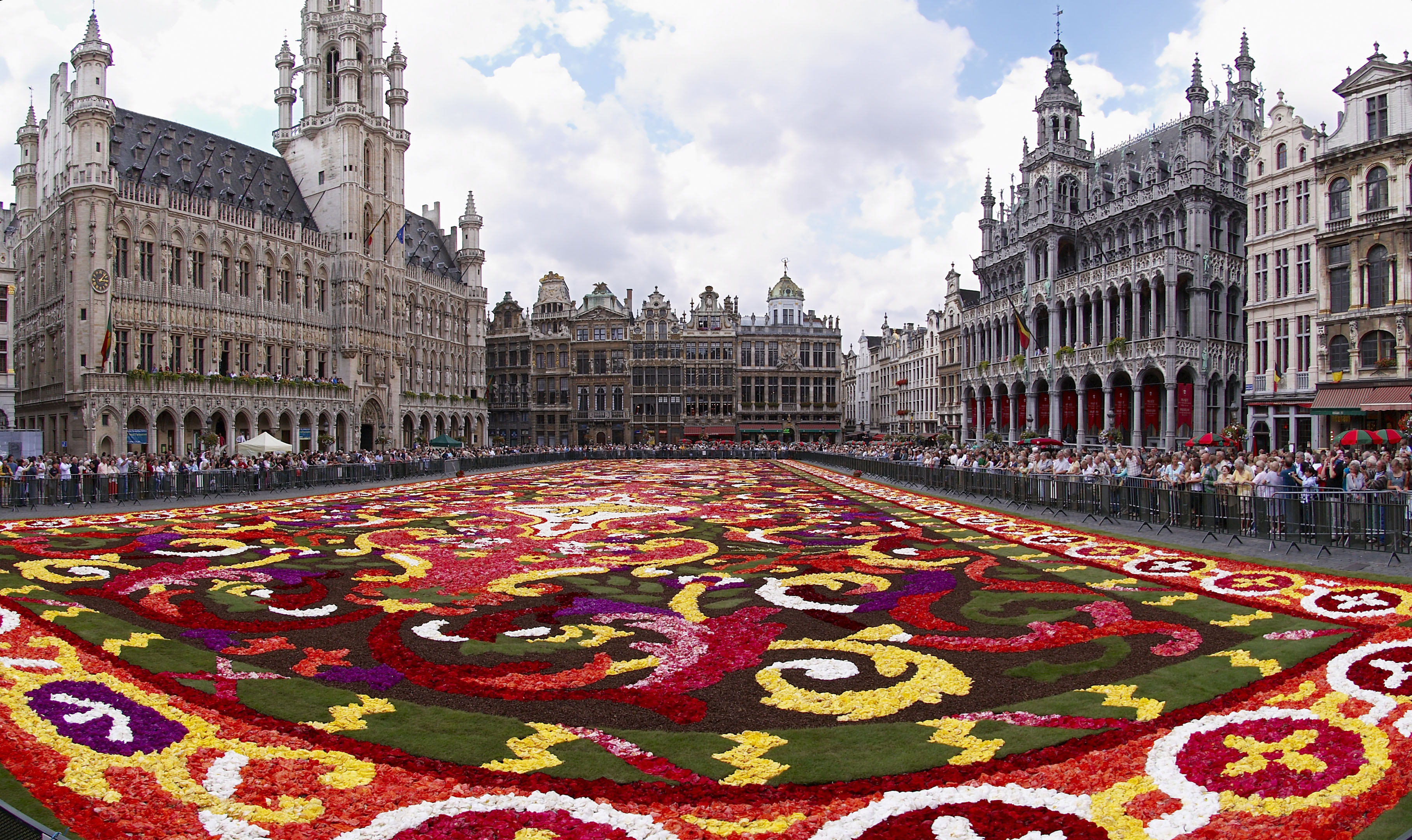
Blumenteppich (2008)

Der Platz ist die größte Touristenattraktion der Stadt mit zahlreichen Straßencafés und Hotels. Abends werden die Fassaden wirkungsvoll illuminiert. An Wochentagen findet hier ein Blumenmarkt, sonntags der Vogelmarkt statt.
Im Juli endet hier der sogenannte Ommegang, eine Prozession in historischen Kostümen, die bereits seit Mitte des 14. Jahrhunderts stattfindet.
Dieser wurde 2019 von der UNESCO in die Repräsentative Liste des immateriellen Kulturerbes der Menschheit aufgenommen.
Alle zwei Jahre wird auf dem Platz zudem ein großer Blumenteppich ausgebreitet.
Es gibt gelegentlich auch große Konzerte auf dem Platz, beispielsweise trat André Rieu im Jahr 2015 hier auf.
Autofrei wurde der Platz, als “the world’s most beautiful car park” bezeichnet, erst 1971, nachdem die englischsprachige Brüsseler Wochenzeitschrift The Bulletin eine Petition lanciert hatte, die von zahlreichen Brüsselern, so auch Jacques Brel unterzeichnet wurde. Der liberale Bürgermeister Lucien Cooremans lehnte die Petition jedoch ab, worauf die Zeitschrift einen „Sit-down protest“ in Form eines Picknicks organisierte, bis der Bürgermeister nach einigen Monaten nachgab und der Platz autofrei wurde.